# Bengal Sati Regulation, 1829

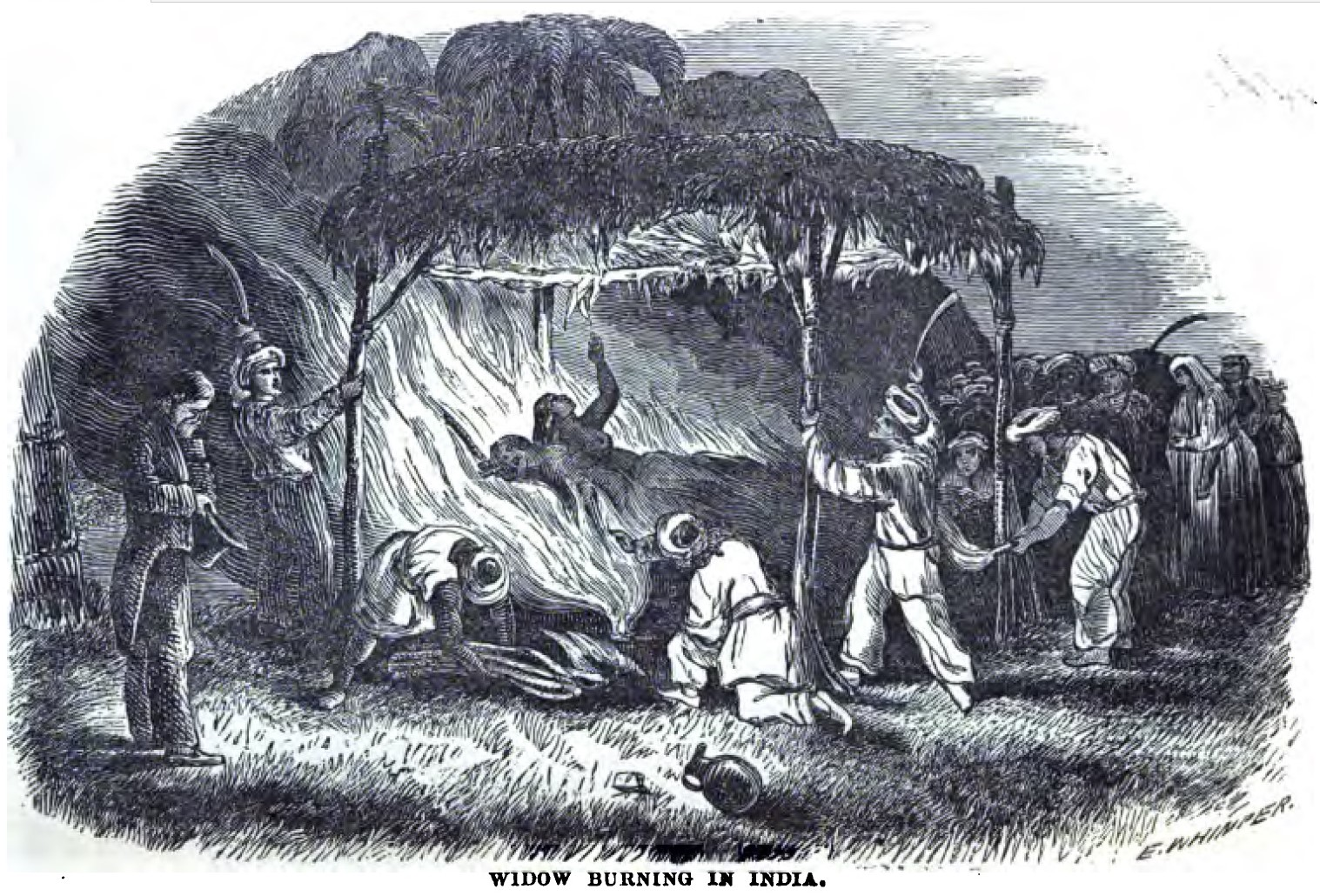
Immolation d'une veuve par le feu en Inde en août 1852.

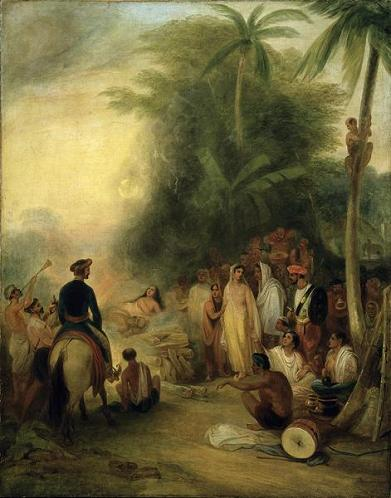
Suttee par James Atkinson, 1831.

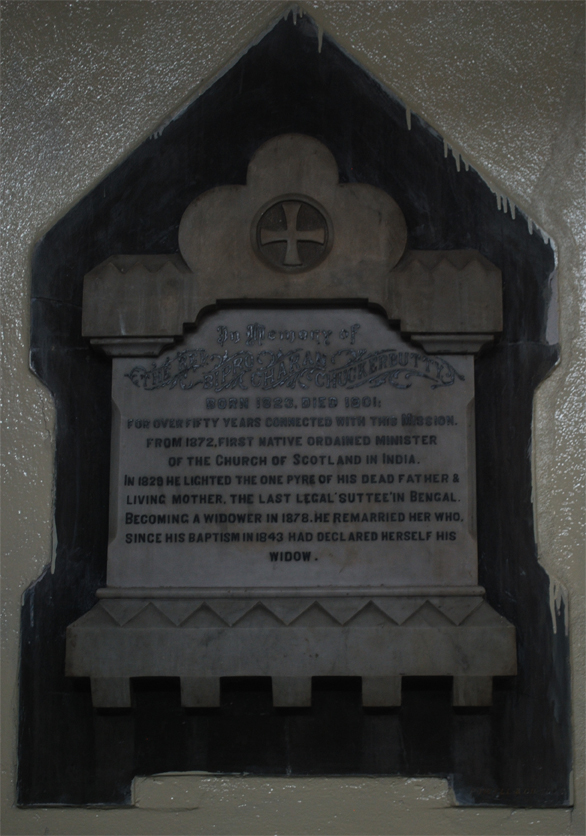
Plaque du dernier sati pratiqué légalement au Bengale, Scottish Church College, Kolkata.

Le Bengal Sati Regulation ou régulation XVII, promulguée le 4 décembre 1829 dans l'Inde sous la domination  de la Compagnie des Indes orientales, est une loi initiée par le gouverneur général des Indes Lord William Bentinck, qui a rendu la pratique du sati ou du suttee illégale dans toutes les juridictions de l'Inde et passible de poursuites. Cette loi est considérée par les autorités coloniales britanniques comme la disposition juridique ayant mis fin à la pratique de Sati en Inde, des analyses historiques ultérieures démontrant son instrumentalisation pour asseoir la domination de la Compagnie des Indes orientales et de l'empire Britannique en construisant le mythe d'une religion hindouiste construite sur l'idolâtrie et la pratique du sati, sous l'impulsion de missionnaires évangéliques.

## Contexte historique
La première réponse officielle britannique à la pratique du sati a lieu en 1680 quant à Madras.
Streynsham Master interdit l'immolation d'une veuve par le feu, dans la Présidence de Madras. Des tentatives pour limiter ou interdire la pratique avaient été faites par des officiers britanniques, mais sans le soutien de la Compagnie britannique des Indes orientales qui suit une politique de non-ingérence religieuse il n'y eut pas de législation passée pour interdire le sati. La première interdiction formelle est imposée à Calcutta, alors la capitale en 1798. La pratique continua dans les régions voisines.
En 1813, la pratique est rendue en partie légale pour les veuves consentant à l'immolation et en partie illégale pour celles qui n'y consentent pas. La question du consentement des femmes à cette pratique fut toutefois impossible à évaluer, dans un contexte de société patriarcale, et l'avis général des principales concernées par cette pratique ne fut recherché ni par les autorités britanniques, ni par les différents courants qui s'affrontèrent par la suite en Inde.

### Le point de vue de Ram Mohan Roy
Les militants souhaitant mettre fin à la pratique du sati étaient dirigés par des évangélistes chrétiens britanniques, tels que William Carey, et des réformateurs hindous tels que Ram Mohan Roy.

### Le point de vue des conservateurs hindouistes
Une opposition à l'interdiction du sati s'est manifestée, venant de certains Hindous conservateurs dirigés par Radhakanta Deb et le Dharma Sabha qui ont interprété l'interdiction comme une ingérence inacceptable dans les affaires religieuses hindoues et une violation du Statut 37 de George III. Ce statut assurait aux Hindous la non-ingérence totale dans leur religion,,.

### Les points de vue britanniques
Le sujet de la pratique du sati dans le Bengale sous domination britannique devint un sujet d'actualité brûlant au début du 19e siècle. Les Britanniques souhaitaient démontrer la barbarie de cette pratique, et ils recrutèrent des pandits dans les cours civiles et les cours criminelles (Nizamat Adalats) afin de débattre sur la base de la traduction des écrits religieux, en leur demandant des interprétations des textes religieux du Manusmriti, des Shrutis et des Smritis.
Avant 1812 on trouve peu de mentions officielles de pratique du sati de la part de la Compagnie des Indes, hormis de brefs rapports en 1793, 1797, et 1805. Il n'y eut aucun débat en 1793 au parlement britannique lors du renouvellement du contrat de la Compagnie des Indes.
Les premiers comptes rendus de pratiques de sati sont le fait de deux missionnaires baptistes John Thomas in 1789 et William Carey en 1799. William Carrey est un des premiers missionnaires de la Baptist Missionary Society, et est envoyé  au Bengale, en Inde avec John Thomas en 1793. Dans ces rapports ils soulignent leur impuissance à convaincre les veuves de ne pas s'immoler par le feu. William Carey aide alors à promouvoir la vision de l'existence d'un système religieux hindou cohérent autour d'un panthéon de déités et de rituels, construit autour de l'idolâtrie des images et de la pratique du sati. L'adoration des images est  condamnée dans l'Ancien et le Nouveau Testaments et est emblématique de l'antagonisme aux pratiques catholiques de l'glise évangélique britannique. William Carey est proche du  gouverneur général des Indes Lord William Bentinck, et a publié un manifeste missionnaire intitulé An Enquiry into the Obligations of Christians to use Means for the Conversion of the Heathens (en français :Enquête sur le devoir qu'ont les chrétiens de se donner les moyens de convertir les païens), livre qui insiste sur le devoir pour les chrétiens d'évangéliser tous les peuples de la terre.
Des données concernant la pratique du sati ont été collectées par l'administration coloniale britannique avant son interdiction en 1829 pour servir lors de la campagne orchestrée pour son interdiction. Ceci reflétait une obsession récurrente des autorités britanniques qui souhaitaient démontrer leur supériorité morale et leur légitimité à diriger en s'appuyant sur la description d'une coutume barbare et abominable. Un total de 8 134 cas sont recensés entre 1815 et 1828 surtout présents dans les castes supérieures. Les données n'étaient pas fiables, puisqu'elles incluaient des décès qui ne pouvaient être attribués au sati et surtout William Carey en extrapola le chiffre pour la totalité de l'Inde, alors que la collecte des données n'avaient eu lieu qu'autour de Calcutta.
La campagne contre le sati s'opère en deux temps : de 1803 à 1813 la campagne est préparée, et dès 1813, année qui coïncide avec l'autorisation du parlement britannique délivrée à l'Église évangélique de se livrer au prosélytisme, la campagne devient le cadre de la présentation de données chiffrées censées démontrer l'ampleur du phénomène. Pour l'Église évangélique, il s'agit de démontrer que les pratiques religieuses locales sont si barbares qu'elles justifient un prosélytisme actif pour le contrer.

### Promulgation par les autorités britannique
L'interdiction est promulguée par Bentinck après consultation avec l'administration de l'armée, constatant qu'il y avait peu d'opposition à toute interdiction,. L'opposition à l'interdiction entraîna une contestation de l'interdiction du sati au Conseil privé, mais l'interdiction fut cependant confirmée par la suite avec quatre des 7 conseillers privés soutenant l'interdiction,,.
Cette réglementation fut entérinée en 1832 par le prédécesseur du Comité judiciaire du Conseil privé, la plus haute instance judiciaire de l'Empire colonial britannique.

## Voir également
- Sati (prévention), Act 1987
- Roop Kanvar
- Sati (Hindouisme)